# Thana Alexa
Thana Alexa (New York, 1987.), američko-hrvatska jazz pjevačica, skladateljica i aranžerka hrvatskog podrijetla. 

## Životopis
Rodila se u New Yorku, od roditelja Radovana Pavelića i markize Mercy de Bona Pavelić (kći rođenog Dubrovčanina Frana Bone) iz poznate dubrovačke obitelji Bona, poznate izvanbroadwayske kazališne glumice i uspješne investicijske bankarice, jedne je od prvih žena koje su se uspjele probiti u vrh američkog bankarstva, a u New Yorku je osnovala zakladu Heathote za financijsku pomoć neafirmiranim glazbenicima. Otac Radovan je predsjednik Rotary kluba Zagreb, poznati je odvjetnik, poznat po pobjedi u sporu pred Vrhovnim sudom Amerike kad je odobren presedan da Hrvatska nije obvezna plaćati dugove bivše Jugoslavije, a mnogo je pridonio da se uspješno završi spor o povratku židovskog blaga u Dubrovnik.
Roditelji su joj se upoznali upoznali u New Yorku. Za Thaninu ljubav prema glazbi zaslužan je njen otac, koji joj je kao djetetu puštao ploče bluesa, funka, jazza i soula. Djetinjstvo je provela u Connecticutu. Već s četiri godine svirala je violinu. Kao dijete maštala je biti violinisticom. Pretkraj osnovne škole preselila se s obitelji u Hrvatsku, u Zagreb, gdje je dalje i odrastala. U početku je bilo teško jer nije dobro govorila hrvatski i osjećala je nostalgiju za Amerikom. Tješila se pisanjem pjesama na engleskom. Dok je bila u Hrvatskoj, upisala je kod Mirele Brnetić rock akademiju, a kod prof. Ines Reiger u Beču upisala je satove jazz-pjevanja.
Prvi nastup u javnosti nije imala u SAD-u, nego u domovini svojih roditelja, Hrvatskoj, u Dubrovniku. Imala je tada 13 godina, a nastupila je u kafiću Trubadur na nagovor vlasnika Marka Breškovića, jednog od osnivača legendarnih Dubrovačkih trubadura.
Sa 16 godina zapjevala je u legendarnom zagrebačkom B.P. Clubu, jer je njen talent uočio legendarni hrvatski jazzer Boško Petrović, njen susjed iz Tesline ulice, a omogućio joj je nastup i u dvorani Lisinki. Poslije je stekla diplomu iz jazz glazbe (New School for Jazz and Contemporary Music) i psihologije na njujorškom New School Universityju (koledž Eugene Lang) Usporedno je radila na pjevačkoj karijeri. Dok je studirala, postala je štićenica jazz bubnjara Bernarda Purdieja, poznatog po suradnji s uglednim glazbenim imenima kao što su Aretha Franklin i James Brown.
Još prije završetka studija glazbe i psihologije počela je nastupati na raznim klupskim pozornicama, skupljajući za interpretaciju jazza relevantna iskustva. Surađuje s nekima od vrlo poznatih imena njujorške jazz-scene, među kojima su kontrabasist Reggie Workman, bubnjar Bernard Pretty Purdie, saksofonist Billy Harper, bubnjar Antonio Sanchez te pijanisti Junior Mance i Jay Clayton. Kad je big band u pitanju, kao aranžer pojavljuje se i trubač Cecil Bridgewater. Kao jazz-pjevačica Thana Alexa predstavila se u njujorškom Lincoln Centru još prije nekoliko godina, kad je kao vrlo mlada nastupila s grupom naših jazz-glazbenika, predvođenih Boškom Petrovićem, u kojoj su bili i slovenski gitarist Primož Grašič te bas-gitarist Mario Mavrin. U njujorškom je Allen Roomu pjevala uz snažnu potporu vrlo poznatih džezista, kontrabasista Bustera Williamsa i bubnjara Lennyja Whitea. U Hrvatskoj nastupa ponajprije s hrvatskim džezistima pa je na koncertu u maloj dvorani Vatroslava Lisinskog pjevala u društvu s gitaristom Elvisom Penavom i pijanistom Matijom Dedićem. Nastupala je i s Julijem Njikošem, pokojnim Boškom Petrovićem, Ratkom Divjakom, Sarajlijom Sinanom Alimanovićem, Ratkom Zjačom te nekim drugim našim džezistima pretežito u malim sastavima, a od većih ansambala s HGM big bandom i dirigentom Sigijem Feiglom. Na dubrovačkim je nastupima u Lazaretima, kao i u nekim tamošnjim hotelima, nastupala i s vlastitim kvintetom. Od međunarodnih uspjeha vrijedi spomenuti njezin nastup na jazz-festivalu u Bernu uz trio Sama Mortella te da je hrvatska dobitnica slovenske nagrade Jazzon 2011. Alpe – Adria za debitantski, dosad najviše spominjan, solo album Ode To Heroes. No ona je dosad snimila još tri; New Life s mladim bubnjarem Antoniom Sanchezom, Fractal Attraction sa skupinom gitarista Genea Essa te Friends ostvaren sa sastavom našega pijanista Matije Dedića, koji je u tom projektu posegnuo i za njezinom skladbom Siena.
Prvi je album "Ode to Heroes" objavila 2015. godine. Na albumu su i njene autorske kompozicije i aranžmane, a suradnici su joj bila poznata jazzerska imena poput Antonija Sancheza, Jorgea Roedera, Sergia Salvatorea, Donnyja McCaslina, Scotta Colleyja i Christosa Rafalidesa. Na Thanin rad ostavila je trag njena brata Nikija (Nikolasa) Pavelica, student i perspektivnog igrača ragbija koji je 2010. poginuo u prometnoj nesreći u 21. godini života. Posvetila mu je pjesmu Ghost Hawk.
Udala se za njujorškog bubnjara i skladatelja filmske glazbe rođenog u Meksiku Antonija Sancheza, dobitnika četiri Grammyja, nominiranog za Oscara (glazba za film Birdman), koji svira u sastavu poznatog gitarista Pata Methenyja. Sa Sanchezom je surađivala na njegovim albumima New Life i The Meridian Suite.

## Nagrade i priznanja
Pobijedila je na natječaju za skladatelje Jazzon Alpe-Adria 2011. godine. Između osam finalnih skladbi iz pera austrijskih, slovenskih i hrvatskih skladatelja, ocjenjivački je sud izabrao njezinu skladbu "Ode to Heroes". 6. veljače 2011. godine nastupila je kao gošća na koncertu HGM jazz orkestra Zagreb. 2014. bila je druga na jazzerskom natjecanju Made in NY.
Bila je otpjevala pjesmu Siena na albumu Matije Dedića Friends i ta je pjesme bila nominirana za Porin.

## Vanjske poveznice
- (eng.) Službene stranice - životopis  Arhivirana inačica izvorne stranice od 22. kolovoza 2015. (Wayback Machine) (eng.)
- Kanal na YouTubeu
- (eng.) R.J. Deluke: Thana Alexa: Singer And Instrument , All About Jazz, 20. travnja 2015.
- (enbg.) Thana Alexa, New York Jazz Academy
- (slo.) Thana Alexa Quintet  Arhivirana inačica izvorne stranice od 24. rujna 2015. (Wayback Machine), Sigic.si